# 26744 Marthahaynes
26744 Marthahaynes este o planetă minoră (asteroid) din centura de asteroizi. A fost descoperită pe 16 aprilie 2001 la Stația Anderson Mesa de Lowell Observatory Near-Earth-Object Search și a fost numită după Martha P. Haynes⁠(d). 
Obiectul prezintă o orbită caracterizată de o semiaxă mare de 2,3056199 UAi, o excentricitate de 0,16, o înclinație de 4,96426 ° în raport cu ecliptica.